# Felipe Domínguez

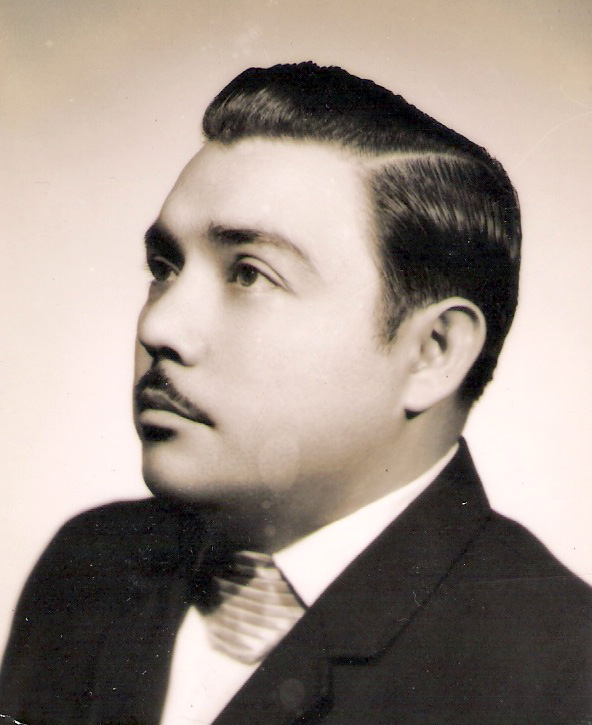
Felipe Domínguez Romero.

Raúl Felipe Domínguez Romero (Mérida, Yucatán, 20 de enero de 1931 - ibídem, 5 de noviembre de 2009) fue un músico, compositor e intérprete mexicano.

## Formación musical
Fue el tercer hijo del matrimonio formado por Felipe Domínguez Zaldívar y Clara Delta Romero. Era miembro de una familia de músicos entre los que destacan su padre, su tío José del Carmen Domínguez Zaldívar (Pepe Domínguez) y su abuelo, Joaquín Domínguez Lizama. De este último, compositor de jaranas en lengua maya, en su natal Dzidzantún, hereda la inspiración y el talento de músico y compositor.
A los 11 años ingresó a la escuela de Bellas Artes en donde estudió teoría, solfeo y armonía, inicialmente con la profesora Adelina González Escobar y posteriormente, con el profesor Amilcar Cetina Gutiérrez. Un año más tarde, inició sus estudios de violín bajo la dirección del profesor Luis Garavito y de guitarra clásica, guiado por el profesor Lorenzo Sabido Quiñones.
A los 15 años formó parte de la Orquesta Típica Yucalpetén, y a los 16 de la orquesta sinfónica “Yucatán”, en ambos casos bajo la batuta del Maestro Daniel Ayala Pérez, tocando en ambos conjuntos al lado de su padre. En el año de 1949, a los 17 años de edad, inició su carrera dentro de la música popular como violinista del grupo “Los romanceros”, quinteto integrado además por Waldemar Gómez, Arturo Alcocer, Francisco González y Pascual Méndez, grupo con el que realizó una larga gira por la isla de Cuba.

## Trayectoria profesional
En el año de 1951 cambia el violín por la guitarra y forma parte como requintista y segunda voz del “Trío del Sureste”, al lado de Carlos Cervera y Arturo Cámara Tappan. Su habilidad con la guitarra y sensibilidad como intérprete lo llevan a formar parte con Félix García y Fernando Méndez (después famoso como integrante de Los Montejo) del Trío Los Tecolotes que de 1954 a 1957 tuvo un sitio importante como parte de la trova yucateca, especialmente como acompañante de afamados artistas que visitaron Mérida, destacando entre ellos Pedro Infante.
En el año de 1958 integra con Juan Acereto Manzanilla y Jorge Torres Ballote el trío Trovadores del Mayab, grupo representativo dentro de la interpretación de la canción yucateca. Tres son los discos LP grabados por ellos y que son considerados por muchos como “clásicos” dentro de la  canción mexicana: Trovadores del Mayab (1958), Para ti, mujer, nuestras canciones (1962) y Mujer, Yucatán te canta (1963), este último con la participación del destacado compositor, guitarrista y trovador mexicano Pastor Cervera.
También tuvo importante participación en la grabación del disco Antología Musical de Yucatán (1960) como requinto acompañante del dueto formado por José Villamil Laviada e Imelda Rosado y con la Rondalla del Mayab (1964) acetato en el que participó como arreglista y requinto.
Aunque siempre se ha distinguido como guitarrista y arreglista, también ha destacado como compositor; algunas de sus canciones forman parte del repertorio de las tradicionales serenatas; “Noche de ensueño”, “Este modo de quererte” y “En mis brazos”, entre otras.
Otro aspecto de su vida dedicada a la música es el de maestro y formador de noveles ejecutantes e intérpretes. Durante mucho tiempo se dedicó a la enseñanza privada de la guitarra. De 1957 a 1985 fungió como maestro de guitarra clásica, teoría y solfeo en la escuela de Bellas Artes. También fue del 66 al 87, director de la rondalla del Instituto Tecnológico de Mérida, conjunto de voces estudiantiles con el que obtuvo múltiples distinciones tanto en el ámbito local como nacional y con el que grabó dos discos.

## Reconocimientos
Felipe Domínguez, a lo largo de su fructífera carrera ha obtenido múltiples reconocimientos, destacando las medallas: 
- Pedro Hoil Calderón, otorgada por el Gobierno del estado de Yucatán a través del Centro Estatal de Bellas Artes y recibida de manos del entonces presidente de la república, Miguel de la Madrid Hurtado el 27 de noviembre de 1985.
- Guty Cárdenas, otorgada por el Ayuntamiento de Mérida y entregada el 22 de octubre de 1987, en una ceremonia como parte de las tradicionales serentas efectuadas en el parque de Santa Lucía, por el Herbé Rodríguez Abraham en ese entonces presidente municipal de Mérida.
- Medalla al mérito artístico otorgada en 1997, por el gobierno del estado de Yucatán a través del Instituto de Cultura y entregada por el entonces gobernador del estado, Víctor Cervera Pacheco.
- También en 1997 recibió el reconocimiento: “Toda una vida dedicada la trova yucateca” otorgado por el Instituto de Cultura de Yucatán, el Consejo Nacional para la Cultura y las Artes y el Museo de la canción yucateca.
- El 26 de marzo de 2009 recibe la medalla Pastor Cervera otorgada en una velada efectuada en el Museo de la canción yucateca.